# Русские в Боливии
Русские в Боливии — одна из этнических общин республики Боливия. Помимо сотрудников российского посольства и членов их семей, проживающих в стране, включает в себя по разным данным от 400 до 2000 потомков русских старообрядцев. Всего, по данным за 2005 год, русским языком владело около 3 000 жителей Боливии, хотя это число включает иностранных студентов, получивших образование в России.
Русские старообрядцы начали переселяться в Боливию отдельными группами ещё во второй половине XIX века, но их массовый приток пришёлся на период 1920—1930-х годов, в годы постреволюционной коллективизации. Как и среди представителей дальневосточной белой эмиграции, долгий и трудный путь старообрядцев в Боливию после революции 1917 года пролегал по маршруту Маньчжурия—Гонконг—Бразилия—Боливия. В 1956 году на кораблях Красного креста русские эмигранты переправились через Тихий океан из британского Гонконга в страны Южной Америки (Боливию, Бразилию, Уругвай); частично также из Гонконга эмигрировали в Австралию.
В Боливии старообрядцы поселились вдали от крупных городов в департаментах Ла-Пас, Санта-Крус, Кочабамба и Бени. Это, а также тот факт, что боливийские русские практически не вступают в брак с местным, преимущественно индейским, населением, позволило им сохранить русский язык и культуру гораздо лучше, чем другим русским и русскоязычным общинам Америки. В отличие от англоязычных стран в целом, русские женщины оказавшиеся в латиноамериканских странах как правило являются домохозяйками, а значит официально не трудоустраиваются, что препятствует их ассимиляции. Именно поэтому латиноамериканские русские старообрядцы даже по прошествии нескольких поколений сохраняют родной язык и даже по-испански говорят, калькируя русские грамматические модели (неразличение лиц в прошедшем времени глаголов, что недопустимо в испанском и португальском языках).
Русские в Боливии занимаются животноводством и земледелием, выращивая рис, кукурузу, пшеницу, бананы, ананасы, подсолнухи, сою. Выпускают свою газету «Русское barrio». В последнее время испытывают неудобства из-за земельной реформы, инициированной правительством Эво Моралеса. В 2011—2012 часть из них переселилась в Россию в рамках программы по переселению соотечественников.